# 32400 Itaparica
32400 Itaparica este o planetă minoră (asteroid), cu un diametru de 7,01 km, din centura de asteroizi. A fost descoperită pe 21 august 2000 la Stația Anderson Mesa de Lowell Observatory Near-Earth-Object Search și a fost numită după Observatório Astronômico do Sertão de Itaparica⁠(d). 
Obiectul prezintă o orbită caracterizată de o semiaxă mare de 3,0837879 UAi, o excentricitate de 0,06, o înclinație de 10,78092 ° în raport cu ecliptica.